# باستا الربيع
باستا الربيع (بالإيطالية: Pasta e fagioli)‏ ويطلق عليها أيضا باستا الدجاج وهي من الاكلات التي تندرج تحت المطبخ الإيطالي الأمريكي وقد تم تصنيعها أول مرة في عام 1970 في مدينة نيويورك ثم بعد ذلك اشتهرت في المطاعم لانا كانت غير مسجلة في اى مطعم من قبل
ولهذا تعد من اشهى الاطباق التي يتم تقديمها في المطاعم
واليكم هذه الوصفى التي هي جز من باستا الربيع.

## المقادير
- كيس مكرونة
- صدور دجاج مخلى من العظم
- عدد 3 حباة كوسا
- ربع كيلو بروكلي
- جبنة موزيريلا
- عدد 3 ملاعق صلصة الباستا
- عدد علبتين كريمة للخفق
- علبة مشروم مقطع إلى قطع صغيرة

## الطريقة
- نقوم بسلق المكرونة في الماء مع الملح والزيت، ثم تصفى المكرونة وتترك لتبرد، تقطع الخضروات لقطع متوسطة الحجم ويقطع الدجاج على شكل مكعبات صغيرة
- يوضع الدجاجعلى النار مع القليل من الزيت ويقلب على درجة حرارة عالية ونرش القليل من الماء، ثم نضيف إليه الخضروات مع التقليب
- ثم نضيف النقانق والفطر مع استمرار التقليب، ثم نقلل درجة الحرارة ونضيف المكرونة على الخليط ونقلب الخليط
- نضيف الكريمة المخفوقة مع استمرار التقليب ونضيف صلصة الباستا والموزيريلا

ملحوظة : المدة التي يتم فيها الطهى تكون حوالي ساعة واحدة وتشمل التجهيز والطهى
هذه الوجبة تكفى عدد من خمس إلى 6 افراد
سلطة المكرونة والذرة الفرنسية
المقادير: كيس مكرونة خواتم صغيرة
4 حبات جزر متوسط الحجم
علبة ذرة
مايونيز
خل ابيض أو خل تفاح
زبادي
فلفل، ملح، بهارات
الطريقة: نقوم اولاً بسلق المكرونة
ثم نقوم بقطع الجزر إلى اجزاء صغيرة
ثم نقوم بتجهيز الخلطة وهي تتكون من:
5 ملاعق كبيرة من المايونيز
5 ملاعق كبيرة من الزبادي
قليل من الخل الأبيض أو خل التفاح
رشة من الملح والفلفل والبهارات
وإذا اردتي وضع الزيتون يمكنك فعل ذلك
ثم نسكب المكرونة والجزر على الخليط وكذلك الذرة
ونقوم بخلطهم جيداً وتوزيعها على الاطباق بشكل جيد
وهنا نكون قد اعددنا طبق المكرونة والذرة .